# Sint Hubertusberg
Sint Hubertusberg is de laatste televisieserie van het komische trio Jiskefet.
Het concept werd bedacht en de hoofdrollen worden gespeeld door Kees Prins, Herman Koch en Michiel Romeyn. Zoals bij de meeste series van Jiskefet schreven zij voor elke aflevering een ruw scenario, op basis waarvan de acteurs de dialogen improviseren. De serie werd op de VPRO uitgezonden in 2005 en is op dvd verschenen. In de reeks volgen we de bejaarden Beekman, Van Zijl, Pos en Faber, die hun laatste dagen slijten in verpleeghuis Sint Hubertusberg. Daar worden ze slecht behandeld door de strenge hoofdzuster en waar het kan gesteund door de sympathieke maar naïeve stagiaire Rita.

## Rolverdeling

### Vaste rollen
- Kees Prins - Meneer Beekman
- Herman Koch - Meneer Van Zijl
- Michiel Romeyn - Meneer Faber
- Leny Breederveld - Mevrouw Pos
- Beppie Melissen - Hoofdzuster
- Anniek Pheifer - Rita ("kleine zuster")

### Gastrollen
- Raymonde de Kuyper - Deskundige Tussen Kunst & Kitsch
- Jeroen van Koningsbrugge - Steven Pos
- Hans Teeuwen - Sinterklaas

## Afleveringen
1. De Stagiaire
2. De Zoon
3. Het Uitje
4. Het Feest
5. De Nagel
6. Martha
7. Tussen Kunst en Kitsch
8. Afscheid

## Verhaal
Vier bejaarden, Beekman, Van Zijl, Pos en Faber, zitten in Sint Hubertusberg, een ongezellig verpleeghuis. Ze worden geminacht en verkeerd behandeld door de strenge hoofdzuster. Rita (door meneer Faber "kleine zuster" genoemd), de onzekere stagiaire, gaat gevoeliger te werk dan de hoofdzuster, waardoor ze veel kritiek krijgt. Hoewel ze vriendelijk tegen de bejaarden is, denkt ze dat het beter is net zo streng te zijn als de hoofdzuster. De bejaarden halen soms wat streken uit, waarna ze ervan langs krijgen van de hoofdzuster. Met saaie activiteiten proberen de zusters hun leven op te beuren, wat niet wegneemt dat de bejaarden het liefst weg willen uit het verpleeghuis. Een van de bejaarden, meneer Faber, is aan het eind van elke aflevering op zijn kamer te zien. Gedurende de hele serie is hij een gat aan het maken in de muur van zijn kamer. In de laatste aflevering, waar Rita ontslagen wordt, is het gat groot genoeg en hij ontsnapt. Al snel wordt het gat ontdekt en gaan de hoofdzuster en enkele mannen hem met bloedhonden (St. Hubertushonden) achterna. Als Faber en de hoofdzuster weg zijn, maken de overige bejaarden daar gebruik van om een feestje te bouwen. Faber wordt moe van het rennen, en lijkt gepakt te worden. Hij wordt echter door Rita meegenomen in een auto en weet zo zijn belagers te ontvluchten. De andere bejaarden gooien het bejaardentehuis vol met benzine en steken het, met zichzelf erin, in brand. Waarschijnlijk komen Beekman, Van Zijl en Pos om in het vuur, terwijl hun gehate verpleeghuis afbrandt.

## Wetenswaardigheden
- Een sketch in de Jiskefet-aflevering van 30 november 2003, met Beppie Melissen als hoofdzuster in een verzorgingstehuis en Romeyn, Prins en Koch als bejaarden, kan gezien worden als een voorloper van de Sint Hubertusberg.
- In aflevering 5: Nagel, verschijnt een van de dames van Stichting Hulp; Guusje (Romeyn).
- In aflevering 7: Tussen Kunst en Kitsch komt Oboema (Romeyn) voor, een personage uit een eerdere serie van Jiskefet, Oboema en José. Oboema wil meedoen aan het programma, dat zich in Sint Hubertusberg ophoudt, maar wordt afgewezen omdat hij niet in het verpleeghuis werkt of woont.